# Заветы Ильича (Краснодарский край)
Заве́ты Ильича́ — посёлок в Кущёвском районе Краснодарского края.
Входит в состав Первомайского сельского поселения.

## География
Посёлок расположен в северной части Приазово-Кубанской равнины, на расстоянии 19 км от станицы Кущёвская, административного центра района.

## Население
| 2002 | 2010 |
| ---- | ---- |
| 245  | ↘240 |

## Улицы
| - ул. Восточная, - ул. Западная, - ул. Мира, - ул. Молодёжная, | - ул. Новая, - ул. Садовая, - ул. Южная. |